# Burt Munro

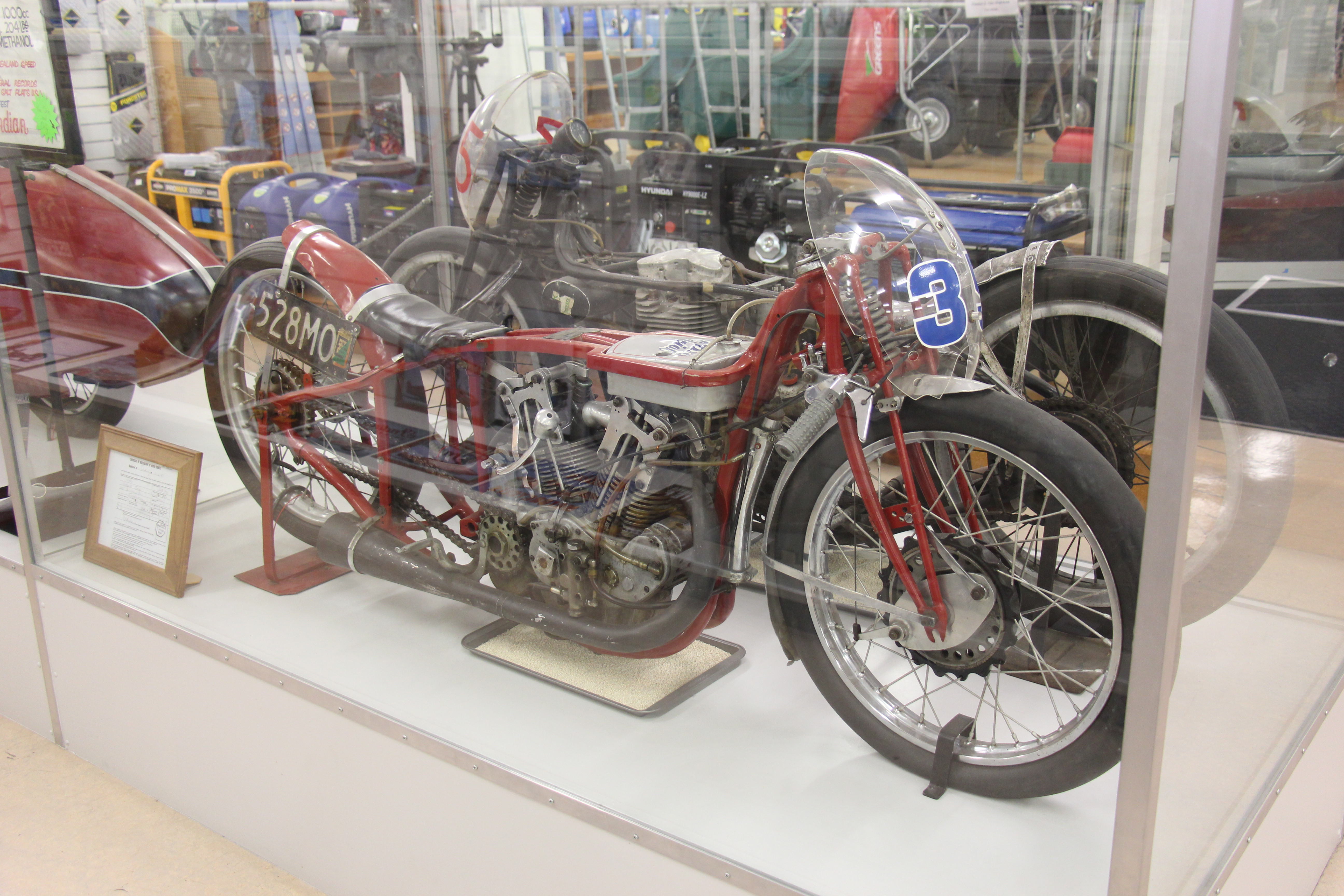
Munros Indian, mit der er 1967 den Rekord aufstellte (ohne Verkleidung)

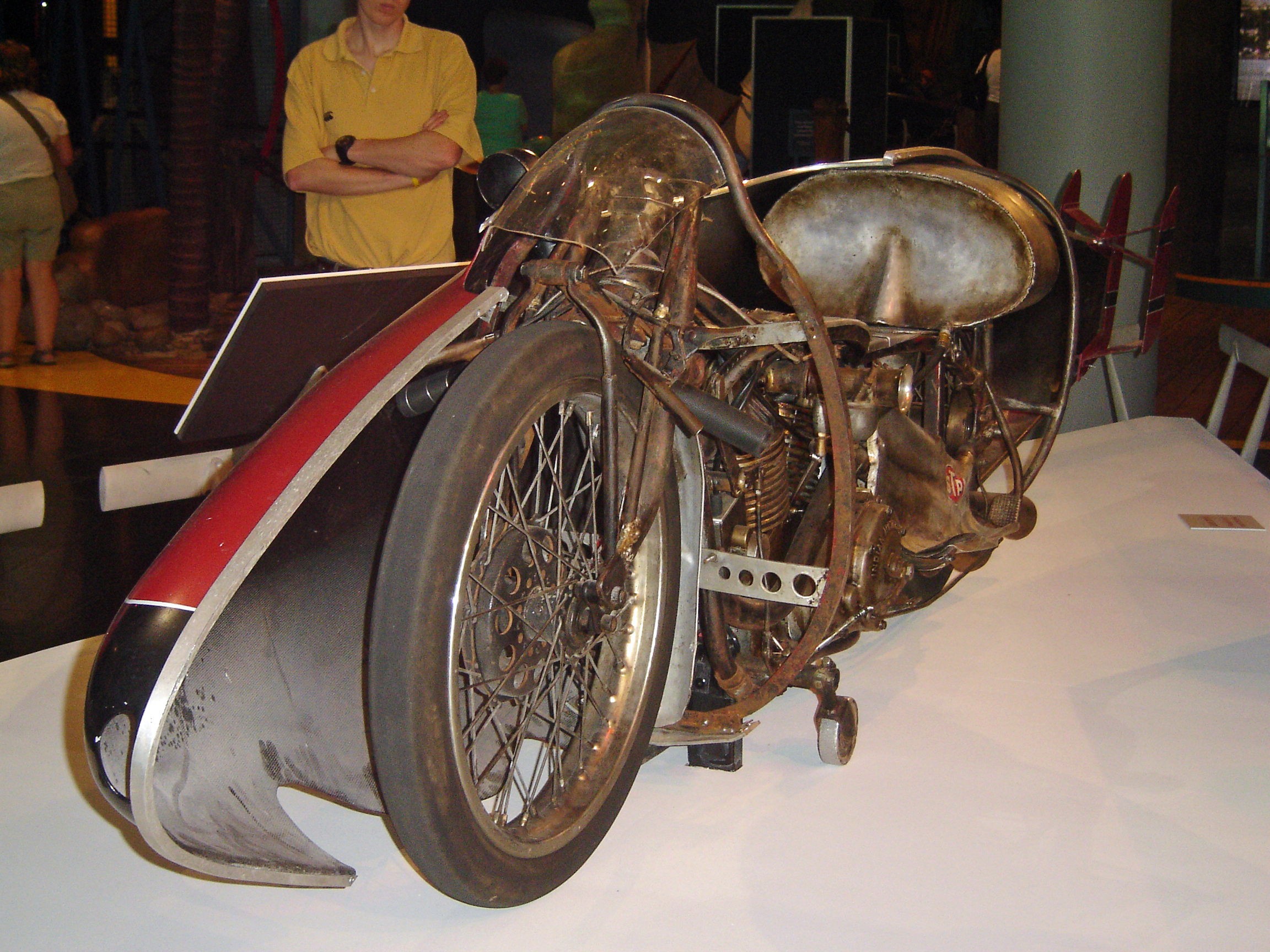
Nachbau mit einer Hälfte der Hülle

Herbert James Munro (* 25. März 1899 in Edendale, Neuseeland; † 6. Januar 1978 in Invercargill, Neuseeland) stellte mit seiner selbst umgebauten Indian Scout mehrere Geschwindigkeitsweltrekorde für Motorräder auf, von denen einer bis heute gültig ist. Dieser Rekord und die Vorgeschichte dazu war die Grundlage für den 2005 erschienenen Film The World’s Fastest Indian (deutscher Titel:  Mit Herz und Hand) von Roger Donaldson mit Anthony Hopkins in der Hauptrolle.

## Leben
Munro benutzte für seine Rekordfahrten jenes Indian-Motorrad, das er 1920 neu gekauft hatte und von 1926 an weiterentwickelte. Er fuhr 22 Jahre lang Bergrennen, Trial und das, woraus später Motocross wurde, später auch auf einer 1936er Velocette. Der erste nennenswerte Erfolg war 1940 der neuseeländische „Open Road“-Rekord mit 120,8 mph (194,4 km/h). 1948 entschloss er sich, seine Arbeit aufzugeben, um sich ganz auf den Rennsport konzentrieren zu können. Achtmal verfrachtete er sein Motorrad in die USA, 1969 machte er in viereinhalb Tagen vierzehn Läufe. Den Motor hatte er schon lange mit selbstentwickelten Zylinderköpfen von stehenden auf hängende Ventile (OHV) umgebaut und die von ihm so genannte „Munro Special“ mit einer strömungsgünstigen Verkleidung aus glasfaserverstärktem Kunststoff versehen. Eine erste Stromlinienverkleidung hatte er in fünfjähriger Arbeit aus Aluminiumblech gehämmert, aber sie saß zu eng, er konnte kaum schalten. Deshalb veränderte er sie so, dass er sie als Negativform für ein Kunststofflaminat verwenden konnte.
1927 heiratete er Florence Beryl Martyn. Zusammen hatten sie vier Kinder John, June, Margaret und Gwen.
2006 wurde er in die Motorcycle Hall of Fame aufgenommen.

## Statistik

### Ehrungen
- Aufnahme in die Motorcycle Hall of Fame[2]

### Rekorde
- 1962 stellte er mit 288 km/h einen Weltrekord für 850-cm³-Motorräder auf.
- 1967 hatte er den Motor auf 950 cm³ hochgerüstet und stellte im Alter von 68 Jahren einen Rekord in der Klasse unter 1000 cm³ auf. In der Großen Salzwüste erreichte er mit seinem Fahrzeug offiziell 296,26 km/h. Dieser Rekord besteht heute noch. In einem inoffiziellen Versuch am selben Tag war er sogar über 321 km/h schnell. Sämtliche Rekorde Munros auf den Bonneville Flats beziehen sich aber ausschließlich auf Motorräder der Marke Indian.[3]